# Roberta Stefanelli
Roberta Stefanelli (Verona, 18 maggio 1974) è un'ex calciatrice italiana, di ruolo difensore.
In carriera, nella seconda parte degli anni duemila, ha conquistato tre scudetti, due Coppe Italia e due Supercoppe, tutti trofei ottenuti vestendo la maglia del Bardolino Verona. Ha, inoltre, vestito la maglia della nazionale italiana di calcio femminile in 12 partite, inclusa la partecipazione al campionato mondiale 1999.

## Carriera

### Nazionale
Stefanelli ha fatto il suo esordio in nazionale l'11 aprile 1998 in occasione della partita contro la Francia a Blois, valida per le qualificazioni al campionato mondiale 1999. Nel 1999 l'allora commissario tecnico della nazionale italiana femminile Carlo Facchin inserisce Stefanelli nella rosa delle giocatrici impegnate nella fase finale del campionato mondiale degli Stati Uniti 1999. Facchin la impiega in tutti i tre incontri disputati dall'Italia nel gruppo B dove la squadra, vittoriosa solo con il Messico, è costretta ad abbandonare il torneo, causa principalmente la partita persa con il Brasile.

## Statistiche

### Presenze e reti nei club
Statistiche parziali.
| Stagione                | Squadra                 | Campionato              | Campionato | Campionato | Coppe nazionali | Coppe nazionali | Coppe nazionali | Coppe internazionali | Coppe internazionali | Coppe internazionali | Altre coppe | Altre coppe | Altre coppe | Totale | Totale |
| Stagione                | Squadra                 | Comp                    | Pres       | Reti       | Comp            | Pres            | Reti            | Comp                 | Pres                 | Reti                 | Comp        | Pres        | Reti        | Pres   | Reti   |
| ----------------------- | ----------------------- | ----------------------- | ---------- | ---------- | --------------- | --------------- | --------------- | -------------------- | -------------------- | -------------------- | ----------- | ----------- | ----------- | ------ | ------ |
| 2005-2006               | Porto Mantovano         | A2                      | ?          | 4          | CI              | ?               | ?               | -                    | -                    | -                    | -           | -           | -           | 0+     | 4+     |
| 2006-2007               | Bardolino Verona        | A                       | 21         | 0          | CI              | ?               | ?               | -                    | -                    | -                    | SI          | 1           | 0           | 22+    | 0+     |
| 2007-2008               | Bardolino Verona        | A                       | 21         | 1          | CI              | ?               | ?               | UWC                  | ?                    | ?                    | SI          | 1           | 0           | 22+    | 1+     |
| 2008-2009               | Bardolino Verona        | A                       | 13         | 0          | CI              | ?               | ?               | UWC                  | ?                    | ?                    | SI          | 1           | 0           | 14+    | 0+     |
| 2009-2010               | Bardolino Verona        | A                       | 3          | 0          | CI              | ?               | ?               | UWCL                 | -                    | -                    | SI          | -           | -           | 3+     | 0+     |
| 2010-2011               | Bardolino Verona        | A                       | 24         | 1          | CI              | ?               | ?               | UWCL                 | 1                    | 0                    | -           | -           | -           | 25+    | 1+     |
| Totale Bardolino Verona | Totale Bardolino Verona | Totale Bardolino Verona | 82         | 2          |                 | 0+              | 0+              |                      | 1+                   | 0+                   |             | 3           | 0           | 86+    | 2+     |
| Totale carriera         | Totale carriera         | Totale carriera         | 82+        | 6+         |                 | 0+              | 0+              |                      | 1+                   | 0+                   |             | 3           | 0           | 86+    | 6+     |

### Cronologia presenze e reti in Nazionale
| Cronologia completa delle presenze e delle reti in nazionale ― Italia | Cronologia completa delle presenze e delle reti in nazionale ― Italia | Cronologia completa delle presenze e delle reti in nazionale ― Italia | Cronologia completa delle presenze e delle reti in nazionale ― Italia | Cronologia completa delle presenze e delle reti in nazionale ― Italia | Cronologia completa delle presenze e delle reti in nazionale ― Italia | Cronologia completa delle presenze e delle reti in nazionale ― Italia | Cronologia completa delle presenze e delle reti in nazionale ― Italia |
| Data                                                                  | Città                                                                 | In casa                                                               | Risultato                                                             | Ospiti                                                                | Competizione                                                          | Reti                                                                  | Note                                                                  |
| --------------------------------------------------------------------- | --------------------------------------------------------------------- | --------------------------------------------------------------------- | --------------------------------------------------------------------- | --------------------------------------------------------------------- | --------------------------------------------------------------------- | --------------------------------------------------------------------- | --------------------------------------------------------------------- |
| 11-04-1998                                                            | Blois                                                                 | Francia                                                               | 2 – 3                                                                 | Italia                                                                | Qual. Mondiali 1999                                                   | -                                                                     | 70’                                                                   |
| 21-04-1998                                                            | West Bromwich                                                         | Inghilterra                                                           | 1 – 2                                                                 | Italia                                                                | Amichevole                                                            | -                                                                     | 31’                                                                   |
| 08-01-1999                                                            | Sydney                                                                | Australia                                                             | 1 – 1 (7-6 dtr)                                                       | Italia                                                                | Australian Cup                                                        | -                                                                     | 100’                                                                  |
| 12-01-1999                                                            | Canberra                                                              | Australia                                                             | 1 – 0                                                                 | Italia                                                                | Australian Cup                                                        | -                                                                     | 80’                                                                   |
| 12-05-1999                                                            | San Benedetto del Tronto                                              | Italia                                                                | 2 – 2                                                                 | Norvegia                                                              | Amichevole                                                            | -                                                                     | 65’                                                                   |
| 26-05-1999                                                            | Lugo                                                                  | Italia                                                                | 4 – 1                                                                 | Inghilterra                                                           | Amichevole                                                            | -                                                                     | 59’                                                                   |
| 20-06-1999                                                            | Pasadena                                                              | Germania                                                              | 1 – 1                                                                 | Italia                                                                | Mondiali 1999 - fase a gironi                                         | -                                                                     |                                                                       |
| 24-06-1999                                                            | Chicago                                                               | Brasile                                                               | 2 – 0                                                                 | Italia                                                                | Mondiali 1999 - fase a gironi                                         | -                                                                     |                                                                       |
| 27-06-1999                                                            | Foxborough                                                            | Messico                                                               | 0 – 2                                                                 | Italia                                                                | Mondiali 1999 - fase a gironi                                         | -                                                                     | 46’                                                                   |
| 22-09-1999                                                            | Reykjavík                                                             | Islanda                                                               | 0 – 0                                                                 | Italia                                                                | Qual. Euro 2001                                                       | -                                                                     |                                                                       |
| 13-10-1999                                                            | Castelfranco di Sotto                                                 | Italia                                                                | 1 – 0                                                                 | Ucraina                                                               | Qual. Euro 2001                                                       | -                                                                     |                                                                       |
| 11-11-1999                                                            | Isernia                                                               | Italia                                                                | 4 – 4                                                                 | Germania                                                              | Qual. Euro 2001                                                       | -                                                                     |                                                                       |
| Totale                                                                |                                                                       | Presenze                                                              | 12                                                                    |                                                                       | Reti                                                                  | 0                                                                     |                                                                       |

## Palmarès
- Campionato italiano: 3

Bardolino Verona: 2006-2007, 2007-2008, 2008-2009
- Campionato italiano di Serie A2: 1

Porto Mantovano: 2005-2006
- Coppa Italia: 2

Bardolino Verona: 2006-2007, 2008-2009
- Supercoppa italiana: 2

Bardolino Verona: 2007, 2008